# 라이언 오닐
찰스 패트릭 라이언 오닐 주니어(영어: Charles Patrick Ryan O'Neal Jr., 1941년 4월 20일~2023년 12월 8일)는 미국의 배우이다.

## 생애
미국 캘리포니아 로스앤젤레스 출신으로 뮌헨아메리칸 고등학교를 졸업하고, 1964년 페이튼 플레이즈 (TV시리즈)에 출연하면서 배우로 데뷔한다. 1970년 러브스토리에서 올리버 바렛 4세로 출연하면서 명성을 얻게 된다. 함께 출연한 배우 앨리 맥그로는 제28회(1971) 골든 글로브 시상식 여우주연상을 받기도 했다. 딸 테이텀 오닐도 배우로 활동하고 있으며 딸 테이텀은 라이언 오닐과 영화 페이퍼문에 함께 출연하기도 하였다.

## 출연 작품
- 1970년 러브 스토리
- 1973년 페이퍼문
- 1975년 베리린든
- 1977년 머나먼 다리